# Gregory Clark
Gregory Clark (født 19. september 1957) er en økonomisk historiker ansat som professor ved Syddansk Universitet. Hans forskningsområder omfatter især Den Industrielle Revolution og social mobilitet.

## Biografi
Clarks bedsteforældre migrerede fra Skotland til Irland. Han blev født i Bellshill, Skotland. Han gik på Holy Cross High School i Hamilton. I 1974 vandt han og medstuderende Paul Fitzpatrick Scottish Daily Express skoledebatkonkurrencen. Han fik en bachelor i økonomi og filosofi fra King's College, Cambridge i 1979 og en Ph.D. fra Harvard University i 1985. Han har undervist som adjunkt ved Stanford og University of Michigan.
Clark er professor i økonomi ved Syddansk Universitet. Han var indtil 2013 formand for økonomiafdelingen ved University of California, Davis. Hans forskningsinteresser er økonomisk vækst, nationers rigdom, den industrielle revolution, Englands og Indiens økonomiske historie samt social mobilitet. Han er også gæsteprofessor i økonomisk historie ved London School of Economics og professor emeritus ved University of California, Davis.

## Forskning
Clark har forsket inden for flere områder af økonomisk historie og makroøkonomi. To af hans primære emner er betydningen af den industrielle revolution og social mobilitet.

### Den industrielle revolution
Clark har undersøgt Den industrielle revolution i flere artikler, men hans mest omfattende arbejde om perioden optræder i bogen A Farewell to Alms (2007). Han hævder, at Den industrielle revolution er en af verdenshistoriens vigtigste begivenheder. Ifølge ham stod menneskeheden over for en malthusiansk fælde før 1790, hvor teknologiske fremskridt øgede produktivitet i bl.a. fødevareproduktion, men ikke medførte bedre sociale omstændigheder, fordi den også blev fulgt af befolkningstilvækst. Storbritannien havde en unik udvikling, hvor sygdom dræbte folk i lavere sociale klasser. Det blev fulgt af en trend af nedadgående social mobilitet, hvor efterkommere af velhavende individer blev en del af lavere sociale klasser. Ifølge Clark førte det til spredning af bestemte typer hårdtarbejdende adfærd og middelklasseværdier på tværs af samfundet, hvilket øgede produktivitet så meget, at England undslap den malthusianske fælde. Han hævder, at denne fælde stadig er relevant i dag og den vigtigste faktor, der forklarer, hvorfor nogle lande er meget rige, mens andre forbliver fattige.

### Social mobilitet
Professor Clark har udforsket social mobilitet i både historiske perioder og den moderne verden i artikler og bogen The Son Also Rises (2014).
Han udforsker social mobilitet på tværs af flere generationer ved at bruge efternavne som en datakilde. Gennem undersøgelse af sociale outcomes som uddannelse, indkomst og dødelighed i mange århundreder i grupper med visse sjældne efternavne, der er forbundet med specifikke sociale klasser, præsenterer Clark nye og udfordrende resultater. Han argumenterer for, at social mobilitet er meget lavere end almindeligt antaget ved at vise, at disse sjældne efternavnsgruppers bevægelse mod samfundets gennemsnit tager op mod 300 år (eller 10 generationer). Med andre ord forekommer social mobilitet altid med høj- og lavstatusgrupper, der regresserer mod gennemsnittet, men denne proces er utrolig langsom.
Mere slående argumenterer han for, at de lave rater af social mobilitet ikke er specifikke til ét samfund eller tidsperiode, men kan ses som en social lov om mobilitet, der gælder på tværs af tid og rum, på trods af forskelle i sociale interventioner og sociale strukturer. Nogle illustrationer af dette er Clarks konklusioner om, at det middelalderlige og moderne England viser lignende niveauer af social mobilitet, på trods af indførelsen af gratis grundskole for alle børn og andre sociale interventioner. Selv Sverige i nutiden, et land kendt for lav ulighed og høj social mobilitet, har lignende niveauer af social mobilitet som England i middelalderen.
Clark hævder, at hans resultater støtter teorier om genetisk transmission af social status, hvilket betyder, at lav social mobilitet hovedsageligt er et resultat af assortativ pardannelse og overførsel af gener, der fører til succes (eller fiasko) i en kapitalistisk verden. En implikation af dette er, at vi i meget høj grad kan forudsige et barns sociale udfald ved deres fødsel, uafhængigt af ændringer i barnets miljø.
Clark beskriver, hvordan disse resultater fik ham til at ændre holdning til mange økonomiske og politiske spørgsmål. Han beskriver, at han er gået fra en frimarkedsøkonom til en økonom, der ser mange attraktioner i samfund som de skandinaviske lande. Det skyldes, at uligheder ifølge ham i så høj grad er bestemt af forældrenes genetik, hvilket intet barn har kontrol over.
Han udforsker nu spørgsmål om social mobilitet i Skandinavien ved Historical Economics and Developments Group (på Syddansk Universitet) og Danmarks Grundforskningsfond, hvor han forsøger at linke historiske data med personregistre for at skabe mere retvisende mål for social mobilitet.

### Bøger
- A Farewell to Alms (2007), et malthusiansk blik på økonomisk historie.
- The Son Also Rises (2014), om social mobilitet.